# Bronisław Bauer

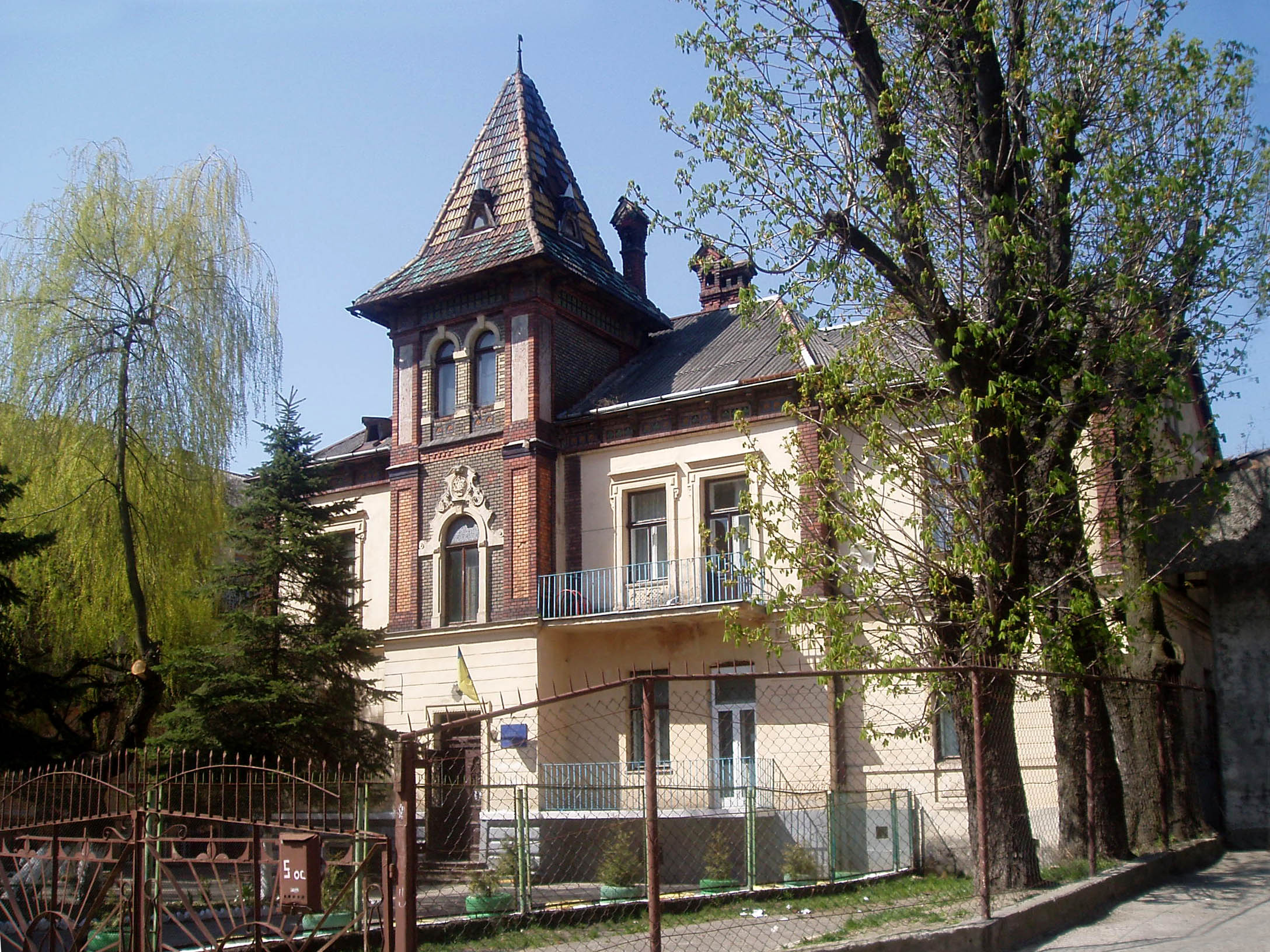
Willa własna Bronisława Bauera przy ulicy Prowiantowej 5 (obecnie Huszałewycza), Lwów

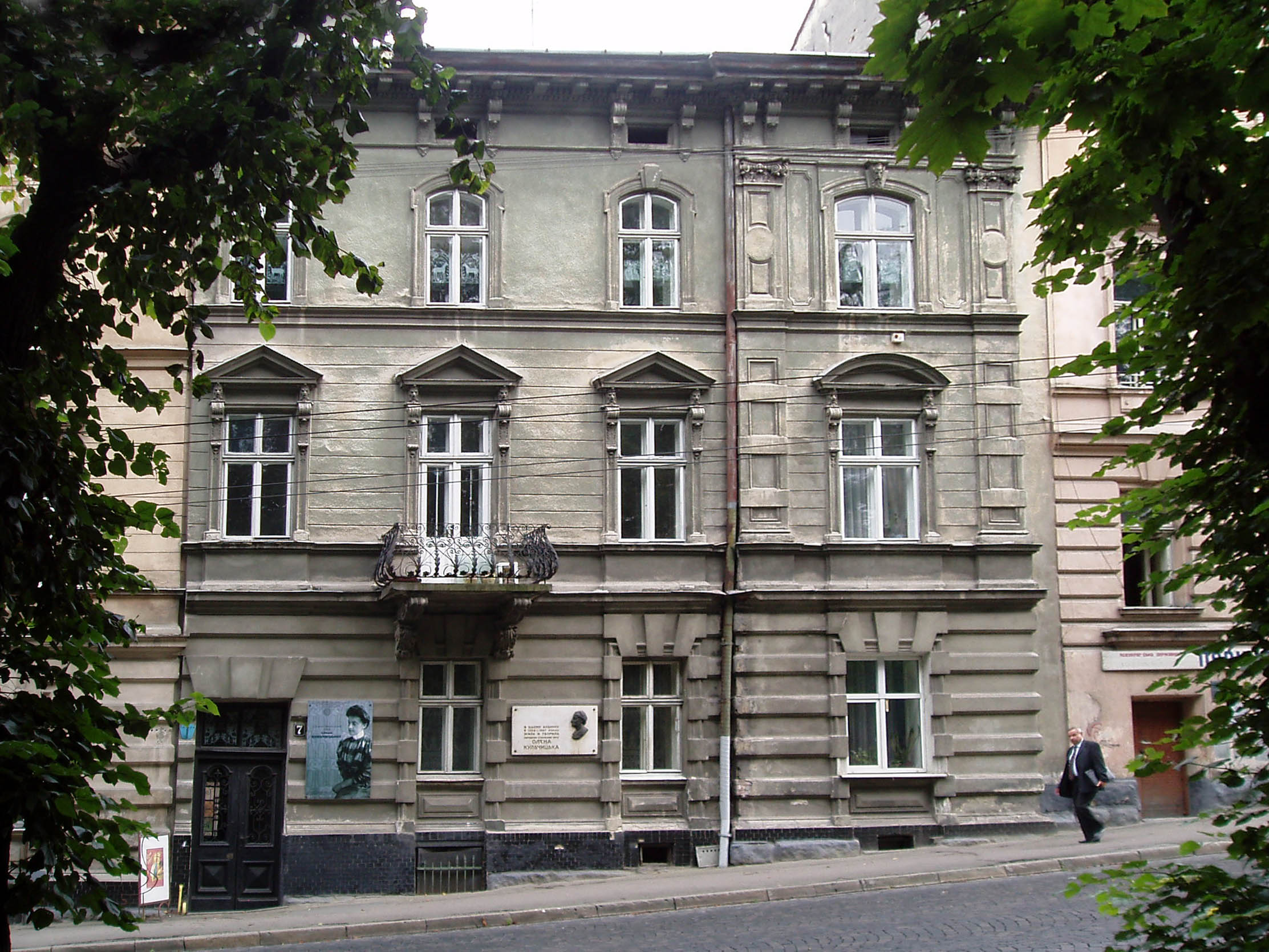
Kamienica przy ulicy Adama Mickiewicza 7 (obecnie Listopadowego Czynu), Lwów

Bronisław Bruno Bauer (ur. 1851 w Grzymałowie, zm. po 1939) – lwowski architekt pochodzenia austriackiego.

## Życiorys
W latach 1870–1876 studiował na Wydziale Architektury Szkoły Politechnicznej we Lwowie, należał do grona współzałożycieli Towarzystwa Politechnicznego we Lwowie. Od 1880 przez rok publikował w Czasopiśmie Technicznym felietony dotyczące architektury i budownictwa, przez pięćdziesiąt lat należał do Towarzystwa Rzeczoznawców Architektonicznych (1881–1931). Projektował budynki mieszkalne i użyteczności publicznej m.in. gmach obecnego Lwowskiego Państwowego Instytutu Sztuki Dekoracyjnej i Stosowanej. Był osobą o nieposzlakowanej opinii i autorytecie, współpracował z Janem Lewińskim, który w swojej ostatniej woli powierzył mu funkcję likwidatora swojej upadającej fabryki.

## Dorobek architektoniczny

### We Lwowie
- Budynek szkoły leśnej przy ulicy św. Marka (obecnie ul. Olgi Kobylańskiej 1) /1881/;
- Projekty domów robotniczej kolonii kolejarzy przy ulicy Bilińskich (obecnie ul. Stepana Smal-Stockiego) /1905-1914/;
- Koedukacyjna szkoła im. Stanisława Konarskiego przy ulicy Leona Sapiechy (obecnie ul. Stepana Bandery 91), współautor Jan Doliński. W projekcie zastosowano motywy włoskiego neorenesansu i elementy sztuki ludowej /1892-93/;
- Własna willa z zastosowaniem elementów sztuki ludowej i stylu picturesque przy ulicy Prowiantowej (obecnie ul. Iwana Huszałewycza 5) /1892/;
- Przebudowy pałacu przy ulicy Piekarskiej 11 na potrzeby fabryki wyrobów blaszanych Henryka Bogdanowicza /1890, 1892, 1899/;
- Kamienica dochodowa przy ulicy Adama Mickiewicza (obecnie ul. Listopadowego Czynu 7) /1890/;
- Willa Barwickich przy ulicy Sobieszczyzna (obecnie ul. Barwickich 5) /1897/;
- Kamienica rodziny Elsterów przy ulicy Tadeusza Hołówki (obecnie ul. Dmytra Doncowa 9) /1911/;
- Kamienica rodziny Sokół przy ulicy Tadeusza Hołówki (obecnie ul. Dmytra Doncowa 11) /1911/;
- Kamienica przy ulicy Magazynowej 1 /1904-1906/;
- Kamienice przy ulicy gen. Józefa Bema (obecnie ul. Jarosława Mądrego 21, 23 i 29) /1904-1907/ i placu gen. Józefa Bema 6 i 7 (obecnie placu księcia Światosława);
- Kamienica przy ulicy marsz. Józefa Piłsudskiego (obecnie ul. Iwana Franki 7) secesja z elementami neoklasycyzmu (współautor Władysław Rauch) /1911/;
- Kamienice dochodowe przy ulicy Mączyńskiego (obecnie ul. Serhija Jefremowa 6 i 8) /1911/;
- Kamienice przy ulicy Janowskiej (obecnie ul. Tarasa Szewczenki 9 i 13/15 /1895-1900/, 30, 32 /1912/);
- Kamienica przy ulicy Kurkowej (obecnie Mykoły Łysenki 46) /1913/;
- Kamienice dochodowe Henryka Bogdanowicza przy ulicy Wąskiej 6 (neoklasycyzm) i 8 (secesja) /1910-1911/.

### Poza Lwowem
- Dom opieki dla osób starszych w Szwajcarii /1880/;
- Projekt budynku gimnazjum w Brodach, współautor Jan Doliński /1881/.